# La gatta, Shōzō e le due donne
La gatta, Shōzō e le due donne, o in altre edizioni semplicemente La gatta, è un romanzo breve scritto dal Jun'ichirō Tanizaki nel 1936. Nell'opera l'autore giapponese dà prova, oltre che di una grande abilità di narratore, anche di uno stavagante romanticismo e di una finissima analisi psicologica. Il libro rappresenta inoltre un vero e proprio atto d'amore nei confronti del gatto, un animale che nella cultura giapponese è considerato al contempo misterioso e portafortuna.

## Trama
Il romanzo racconta gli intrighi e le manovre che contrappongono due donne, Fukuko e Shinako. La prima è la moglie di Shōzō, un ozioso e inconcludente commerciante giapponese che abita con lei e la madre, mentre la seconda è l'ex-moglie dello stesso Shōzō. Il romanzo descrive gli sviluppi della richiesta fatta da Shinako, che dopo il divorzio è andata a vivere con la sorella, di avere indietro la gatta Lily, amatissima da Shōzō. Oltre che i rapporti tra gli umani nel corso dello svolgimento vengono accuratamente descritti anche quelli tra i vari personaggi e la gatta.

## Personaggi
- Shōzō, commerciante;
- Lily, gatta di razza europea;
- Shinako, ex-moglie di Shōzō;
- Fukuko, seconda moglie di Shōzō;
- O-Rin, la madre di Shōzō, che vive con lui e Fukuko.

## Adattamento cinematografico
Dal romanzo è stato tratto il film Neko to Shōzō to futari no onna, diretto nel 1956 da Shirō Toyoda.

## Edizioni
- Jun'ichirō Tanizaki, La gatta, traduzione di Atsuko Ricca Suga, Milano, Bompiani, 1977,  p. 129.

- Jun'ichirō Tanizaki, La gatta, Shōzō e le due donne, Torino, Edizioni Angolo Manzoni, 2010,  p. 160, ISBN 88-88838-51-1.